# Chandrakona
Chandrakona é uma cidade e um município no distrito de Medinipur, no estado indiano de Bengala Ocidental.

## Geografia
Chandrakona está localizada a 22° 44′ N, 87° 31′ L. Tem uma altitude média de 28 metros (91 pés).

## Demografia
Segundo o censo de 2001, Chandrakona tinha uma população de 20 400 habitantes. Os indivíduos do sexo masculino constituem 51% da população e os do sexo feminino 49%. Chandrakona tem uma taxa de literacia de 66%, superior à média nacional de 59,5%; a literacia no sexo masculino é de 73% e no sexo feminino é de 58%. 14% da população está abaixo dos 6 anos de idade.